# Praia de Itacoatiara
Vista da Praia de Itacoatiara do Morro do Costão
Itacoatiara é uma praia brasileira localizada no bairro de Itacoatiara, município de Niterói, no estado do Rio de Janeiro. No ano de 2016, a Praia de Itacoatiara foi eleita a 12ª melhor praia do Brasil pelo site TripAdvisor, ficando à frente de outras famosas no país, como a da Barra, no Rio; do Forte, em Cabo Frio; e de Canoa Quebrada, no Ceará.